# Tomasz Mokrzycki
Tomasz Mokrzycki – polski leśnik, doktor habilitowany nauk rolniczych, adiunkt w Szkole Głównej Gospodarstwa Wiejskiego w Warszawie, specjalista od entomologii leśnej.

## Kariera naukowa
W 1988 roku na Wydziale Leśnym Szkoły Głównej Gospodarstwa Wiejskiego w Warszawie uzyskał tytuł magistra inżyniera w zakresie leśnictwa. W tym samym roku został zatrudniony na tejże uczelni, a w 1998 roku na tym samym wydziale uzyskał stopień doktora nauk rolniczych w zakresie leśnictwa na podstawie rozprawy pt. Biologia i taksonomia niektórych palearktycznych gatunków z rodzaju zakorek-Hylastes Er. (Coleoptera, Scolytidae), której promotorem był Sławomir Mazur. W 2011 roku ten sam wydział nadał mu stopień doktora habilitowanego nauk rolniczych w dyscyplinie leśnictwa na podstawie pracy pt. Zgrupowania saproksylicznych chrząszczy (Coleoptera) w pniakach wybranych gatunków drzew – studium porównawcze.